# Juni, juli, augusti
Juni, juli, augusti, text och musik av Per Gessle, är en poplåt inspelad av den svenska popgruppen Gyllene Tider, och utgiven på singel den 16 september 1996.
Singeln placerade sig som bäst på 37:e plats på den svenska singellistan. Den 9 november 1996 gjordes ett försök att få in melodin på listan på Svensktoppen, vilket dock misslyckades. Melodin lyckades dock ta sig in på Trackslistan.
Sångtexten beskriver en glädje och förväntan över sommarens ankomst och de för årstiden varma vindarna, efter att ha väntat under årets kyligare och mörkare tider.

## Låtlista
1. Juni, juli, augusti - 3:52
2. Ingen går i ringen - 2:28

## Listplaceringar
| Lista (1996) | Position |
| ------------ | -------- |
| Sverige      | 37       |

## Övrigt
I radioprogrammet Framåt fredag, där berömda melodier får ny text med dagsaktuella ämnen som tema, gjordes en text som hette "Junilistans Nils Lundgren".